# Iarove, Berezivka
Iarove (în ucraineană Ярове) este un sat în comuna Mîkolaiivka din raionul Șîreaieve, regiunea Odesa, Ucraina.

## Demografie
Componența lingvistică a localității Iarove
     Ucraineană (100%)
Conform recensământului din 2001, toată populația localității Iarove era vorbitoare de ucraineană (100%).